# Idir
Pour les articles homonymes, voir Idir (homonymie).
Idir (en kabyle : Yidir), nom de scène de El-Hamid Cheriet,, (en kabyle : Ḥamid Ceryat, en tifinagh : ⵃⴰⵎⵉⴷ ⵛⴻⵔⵢⴰⵜ), né le 25 octobre 1945, à Ath Yenni, Algérie (Grande-Kabylie) et mort le 2 mai 2020 à Paris 18e (France),,, est un chanteur, auteur-compositeur-interprète et musicien algérien d’expression kabyle.
Idir ne se destinait pas à la chanson. Mais un de ses premiers titres, A Vava Inouva, devient rapidement dans les années 1970 un tube planétaire, le premier grand tube venu directement d'Algérie. Sa carrière est marquée par une irruption soudaine sur le devant de la scène, puis une éclipse volontaire d'environ une dizaine d'années à partir de 1981.
La production discographique d'Idir est de onze albums studio au total, son œuvre a contribué au renouvellement de la chanson berbère et a apporté à la culture berbère une audience internationale.

## Biographie

### Débuts
Fils de berger, né en 1945 dans le village d'Aït Lahcène, commune d'Aït Yenni, village perché sur les monts du Djurdjura, son milieu familial est imprégné de la tradition et de la culture berbère. « J'ai eu la chance d'avoir une grand-mère et une mère poétesses », indique-t-il à un journaliste, « on venait de loin pour les écouter. J'ai baigné dans l'atmosphère magique des veillées où l'on racontait des contes et des énigmes. Dans une société de culture orale, la valeur du mot est immense. La capacité à ciseler les mots, à inventer des images, est aujourd'hui encore très prisée chez nous ».
Idir entreprend des études de géologie et se destine à une carrière dans l'industrie pétrolière algérienne. En 1973, sa carrière musicale commence par hasard, à Radio Alger. Il remplace au pied levé la chanteuse Nouara, malade, qui devait interpréter une berceuse qu'il lui avait composée. Il interprète cette berceuse qui va devenir son premier succès radiophonique, Rsed A Yidess qui signifie « Que vienne le sommeil ». Il enregistre ce titre ainsi qu'un second, A Vava Inouva (« Mon papa à moi »), en 45 tours. Puis part faire son service militaire de deux ans. La chanson commence à se répandre en Algérie, puis sort des frontières. Officier dans une petite caserne, il s'écoute sur les ondes algériennes et étrangères.
En 1975, il monte à Paris, appelé par la maison de disque Pathé Marconi qui veut produire son premier album. Le titre A Vava Inouva est devenu un tube planétaire, diffusé dans 77 pays et traduit en 15 langues. Une version française est interprétée par le duo David Jisse et Dominique Marge en 1976. Cette chanson kabyle, avec simplement des voix et guitares, est considérée comme le premier grand tube venu directement d'Afrique du Nord. Il représente l'affirmation d'une certaine identité, le retour à des racines ancrées très profondément dans l'histoire de l'Algérie.
Il faut attendre 1976 pour que sorte ce premier album A Vava Inouva, sur lequel on trouve le titre homonyme.

### Éclipse
Après ce succès, Idir écrit à nouveau et enregistre Ayarrach Negh (« À nos enfants »), un album qui sort en 1979. Il enchaîne sur une longue série de concerts. Mais cet homme discret ne se reconnaît pas dans le monde du show-biz même s'il aime composer, ce qu'il fait pour d'autres. En conséquence, il choisit de s'éclipser après cette série de concerts, une dizaine d'années environ, tout en donnant quelques rares récitals.

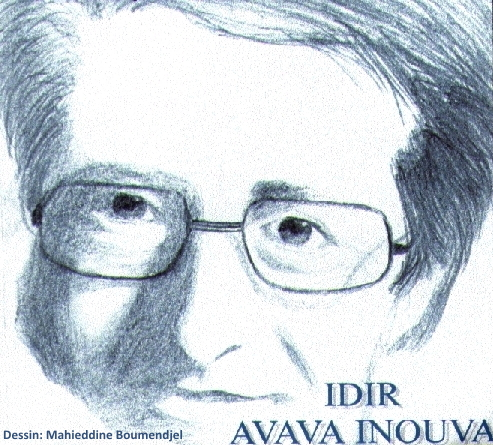
Portrait d'Idir par Mahieddine Boumendjel.

Sa carrière est relancée avec la sortie d'une compilation en 1991 de dix-sept chansons de ses deux premiers albums. Après un long procès contre son ancien producteur, Idir obtient la possibilité de ré-enregistrer ses titres comme le fameux A Vava Inouva. Fort de cet appui discographique, il revient donc sur le devant de la scène et passe au New Morning à Paris du 7 au 9 février 1992, ce qui lui vaut de nombreux éloges et la reconnaissance de ses pairs. Pour la première fois, la critique lui attribue le statut de précurseur de la world music.
L'année suivante, paraît chez Blue Silver un nouvel album : les Chasseurs de lumière où il chante ses thèmes de prédilection, l'amour, la liberté et l'exil (qu'il connaît puisqu'il est installé dans la région parisienne depuis 1975). Il introduit, à côté des darboukas, flûtes et guitare acoustique, qui donnent une touche de modernité. On peut entendre aussi la voix, la harpe celtique et la cornemuse d'Alan Stivell sur le duo Isaltiyen (« Les Celtes »). Idir donne ses chansons à écouter au public de l'Olympia à Paris les 26, 27 et 28 juin 1993.

### Retour à la scène

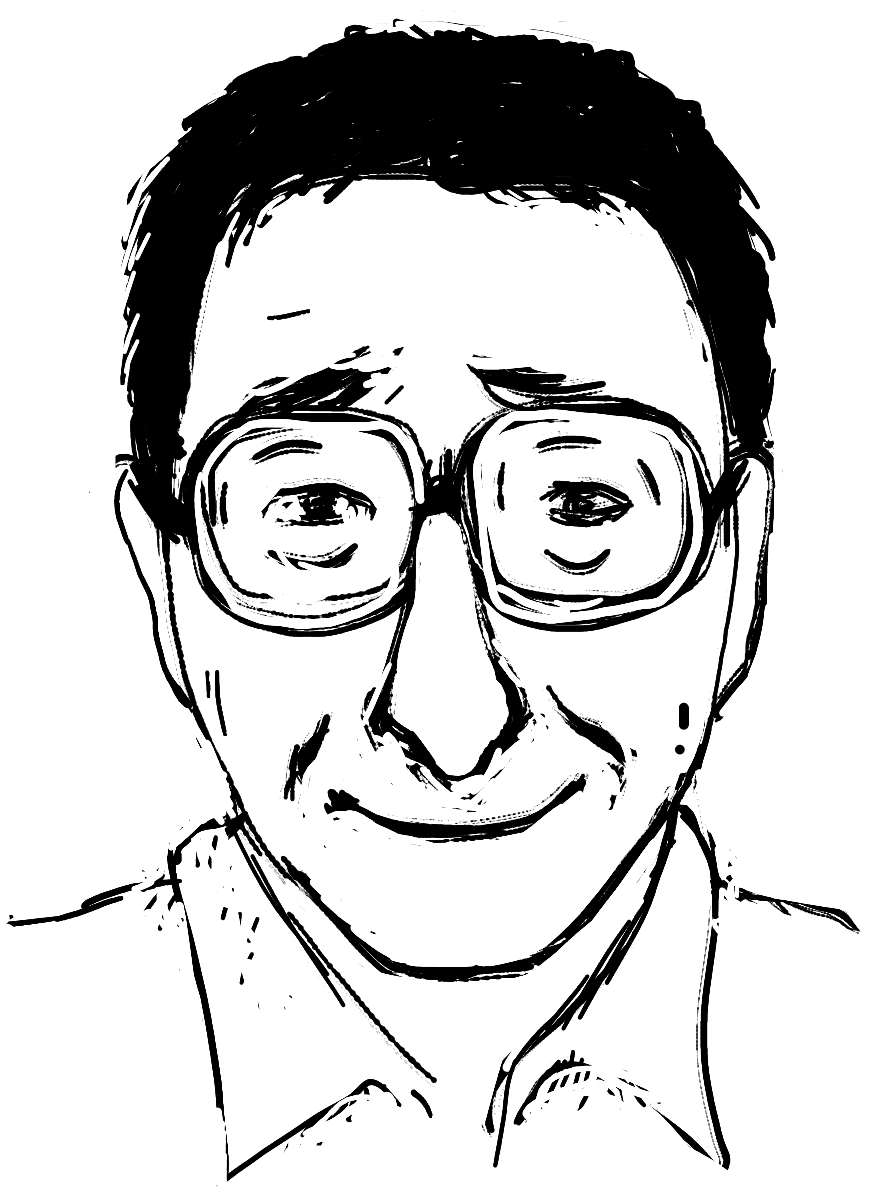
Portrait d'Idir

Idir participe souvent à des concerts pour soutenir différentes causes. Le 22 juin 1995, plus de 6 000 personnes viennent applaudir le chanteur et son ami Khaled, initiateurs de l'association l'Algérie la vie qui les ont conviés à un concert pour la paix, la liberté et la tolérance. « Le raï oranais rencontre la poésie contestataire kabyle ». C'est un succès pour les deux artistes qui réunissent à cette occasion les communautés kabylophones et arabophones.
En 1996, Idir sort une réédition de son tout premier album, 20 ans après : A Vava Inouva. Idir participe aussi au concert hommage rendu à Lounès Matoub, chanteur Kabyle, assassiné en 1998.
Le véritable retour discographique d'Idir se fait avec Identités en 1999, l'album hommage qui réunit de nombreux artistes de Manu Chao (A Tulawin (Une algérienne debout)) à Dan Ar Braz en passant par Maxime Le Forestier ou Karen Matheson pour un A Vava Inouva 2, mais aussi Zebda, Gilles Servat, Geoffrey Oryema et l'ONB. Idir rassemble ici ceux qui prônent l'ouverture culturelle ainsi que la reconnaissance des racines propres à chacun. En décembre, Idir a tout autant d'invités lors des deux soirées qu'il donne à l'Olympia. Autour de lui se succèdent Frédéric Galliano, le guitariste Thierry Robin et l'ONB.

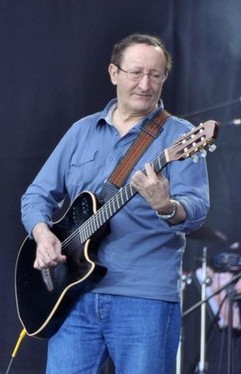
Idir au concert pour l'égalité de SOS Racisme le 14 juillet 2011.

La diversité culturelle, il la défend à nouveau en 2001 au cours du 21e Printemps berbère organisé au Zénith de Paris, manifestation qui célèbre la culture berbère. Cette soirée de fête est renouvelée plus tôt que prévu, le 8 juillet 2001, toujours sous la houlette de Idir, lorsque de violentes émeutes ravagent la Kabylie. Le chanteur organise à cette occasion un grand concert toujours au Zénith de Paris où, devant une salle pleine, de nombreux artistes soutiennent la révolte du peuple kabyle face au pouvoir central algérien.
En mai 2002, la maison de disques met sur le marché une compilation de nombreux titres de l'artiste : Deux rives, un rêve. Elle offre la possibilité d'écouter des inédits dont un titre écrit par Jean-Jacques Goldman, (Pourquoi cette pluie ?) qui évoque le terrible déluge qui s'est abattu sur la ville d'Alger en novembre 2001.
Idir entame une nouvelle tournée le 20 septembre 2002 au Zénith de Paris, avant de partir sur les routes jusqu'en décembre de la même année. En 2004, il signe une tribune dans le journal Libération, avec de nombreux artistes, intellectuels et scientifiques du Maghreb, et au-delà, pour « retrouver la force d'une laïcité vivante ».
En 2005, encouragé par sa maison de disques, Idir sort un CD live et un double DVD : Entre scènes et terres, qui concorde avec ses trente ans de carrière. Une façon originale de présenter cet homme discret aux valeurs fortes. Un documentaire déroule son parcours, de la Kabylie aux scènes du monde entier. L'occasion pour lui de « faire un bilan avant de passer à autre chose ». Il se produit le 9 avril 2006 sur la scène de la Cité de la musique à Paris. Un concert donné dans le cadre d'un cycle « chanteurs kabyles » où figurent aussi Akli D ou Takfarinas.
En 2007, en pleine campagne présidentielle française, Idir signe un album non politique mais républicain : La France des couleurs. L'album, « défend les couleurs de la France » comme aime à le répéter l'artiste lui-même. Sur cet album, il invite la jeune génération à composer avec lui des chansons autour de ce thème qui lui est cher, l'identité. De nombreux artistes comme Akhenaton, Grand Corps Malade, Zaho et beaucoup d'autres posent ainsi textes, rage et sensibilités aux côtés du tonton kabyle.
Pendant l'été de la même année, Idir fait en solo une tournée hexagonale. Le 18 mars 2012, sa mère meurt à l'âge de 96 ans d'une maladie.
Un nouvel album paraît le 4 février 2013, le même jour qu'un grand concert à l'Olympia avec en première partie la jeune chanteuse Nabila Dali. Ce nouvel opus, Adrar Inu (« Ma montagne »), est un retour aux sources, une œuvre intimiste, la plus personnelle de son répertoire. Il comprend notamment un titre consacré à la mémoire de sa mère. Mais pour autant, il inclut également l'adaptation d'un air britannique du XVIIe siècle, Scarborough Fair, une reprise d'un tube des Who (disponible uniquement en téléchargement), et un morceau de Beethoven.
En octobre 2017, il annonce qu'il va revenir chanter en Algérie lors d'une date unique : le 4 janvier 2018 (pour le Nouvel An berbère Yennayer). Ce concert, qui aura lieu à la coupole d'Alger, marquera, après une absence de 38 ans, son retour sur scène en Algérie.
En janvier 2019, un concert est organisé sur la scène du Palais omnisports de Paris-Bercy à Paris pour fêter le Nouvel An berbère, Yennayer 2969. Ce concert réunit les trois stars de la chanson kabyle, Aït Menguellet, Allaoua et Idir pour la première fois.

### Mort

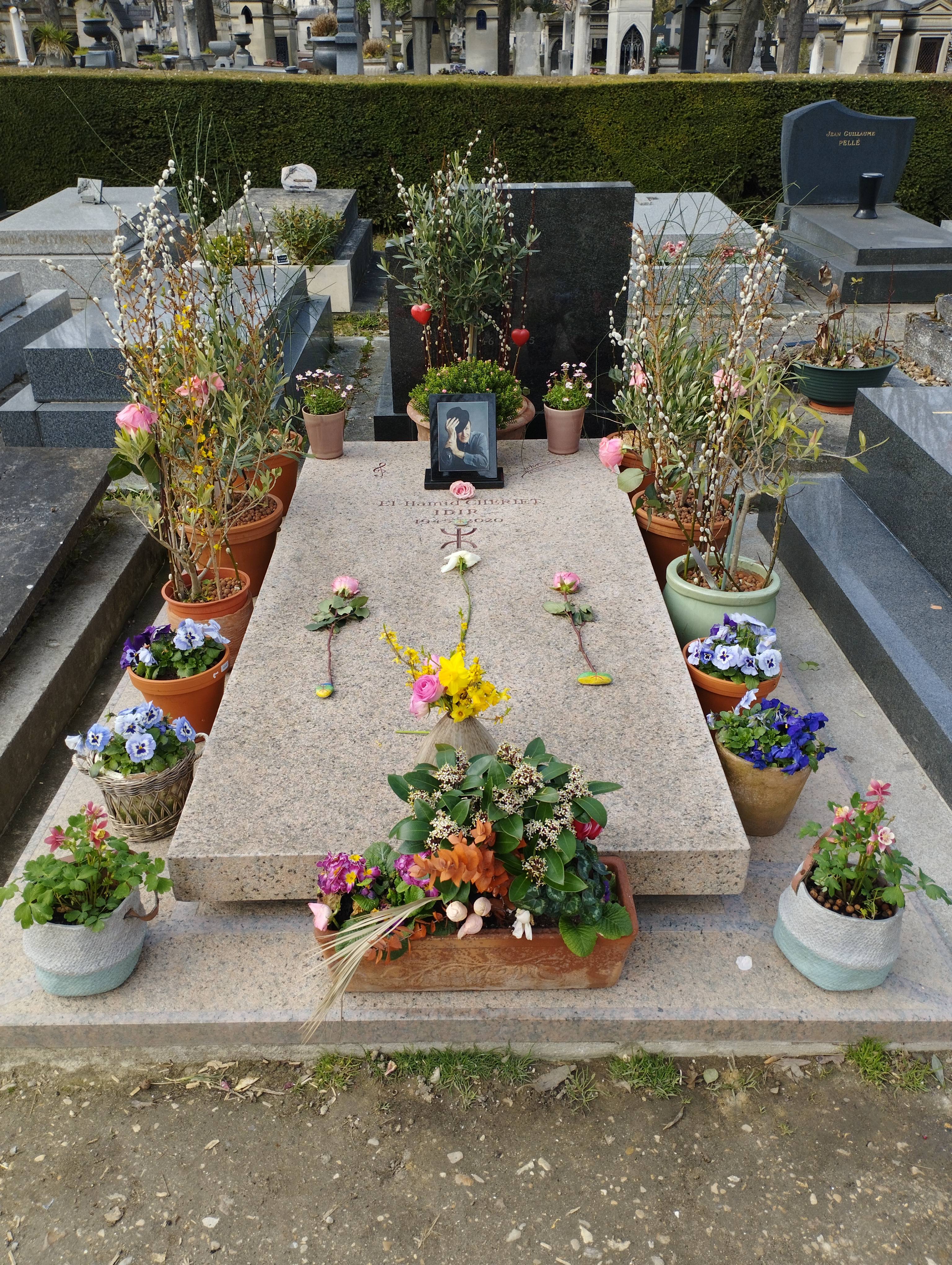
Tombe d'Idir au cimetière du Père-Lachaise (division 85, carré musulman).

Idir meurt le 2 mai 2020 à l'hôpital Bichat à Paris, des suites d’une fibrose pulmonaire dont il souffrait depuis plusieurs mois,,,,. Le 13 mai, il est enterré au cimetière du Père-Lachaise (85e division). Après sa mort, un large public lui rend hommage, ainsi que de nombreux artistes et journalistes, honorant un musicien qui a enrichi la musique algérienne.

## Style de musique
La musique d'Idir naît de l'association de différents instruments, mais celui qui est à la base de son œuvre est bien la flûte du berger kabyle. Il s'agit d'ailleurs du premier instrument dont il a appris à jouer dès son plus jeune âge : « au village, les enfants que nous étions se transformaient en bergers dès la sortie de l'école. Et tailler une flûte dans un roseau allait de soi. Quand une mélodie me vient, je la teste d'abord à la flûte. ». La guitare folk est venue plus tard, au lycée, à Alger : « un coopérant français m'a enseigné les premiers accords. Mais j'ai vite cherché à reproduire sur les cordes les cadences des percussions traditionnelles, le tambourin et le bendir ».
Les sonorités entremêlées des guitares, flûtes et darboukas caractérisent la musique d'Idir.
La chanson d'Idir A Vava Inouva est notamment traduite et réinterprétée en plusieurs langues (arabe, espagnol, grec, français). David Jisse et Dominique Marge réalisent en duo la chanson « Ouvre-moi vite la porte » qui en est tirée. En catalan, la chanson est réinterprétée par le groupe Ara Va de Bo. Le chanteur grec Katevas réalise une version grecque « An ginotane » (en grec Αν γινότανε) en featuring avec Efi Strati.
Écrites en kabyle ou en français, ses chansons ont cependant une portée universelle et se veulent mondiales. D'où le qualificatif de musiques du monde souvent donné à cette œuvre.
Les sujets de ses chansons, dont la majorité des textes sont écrits par Benmohammed, recouvrent différents thèmes comme l'exil (A Vava Inouva), la fête (Zwit Rwit) ou encore l'émotion et les souvenirs (Ssendu)..

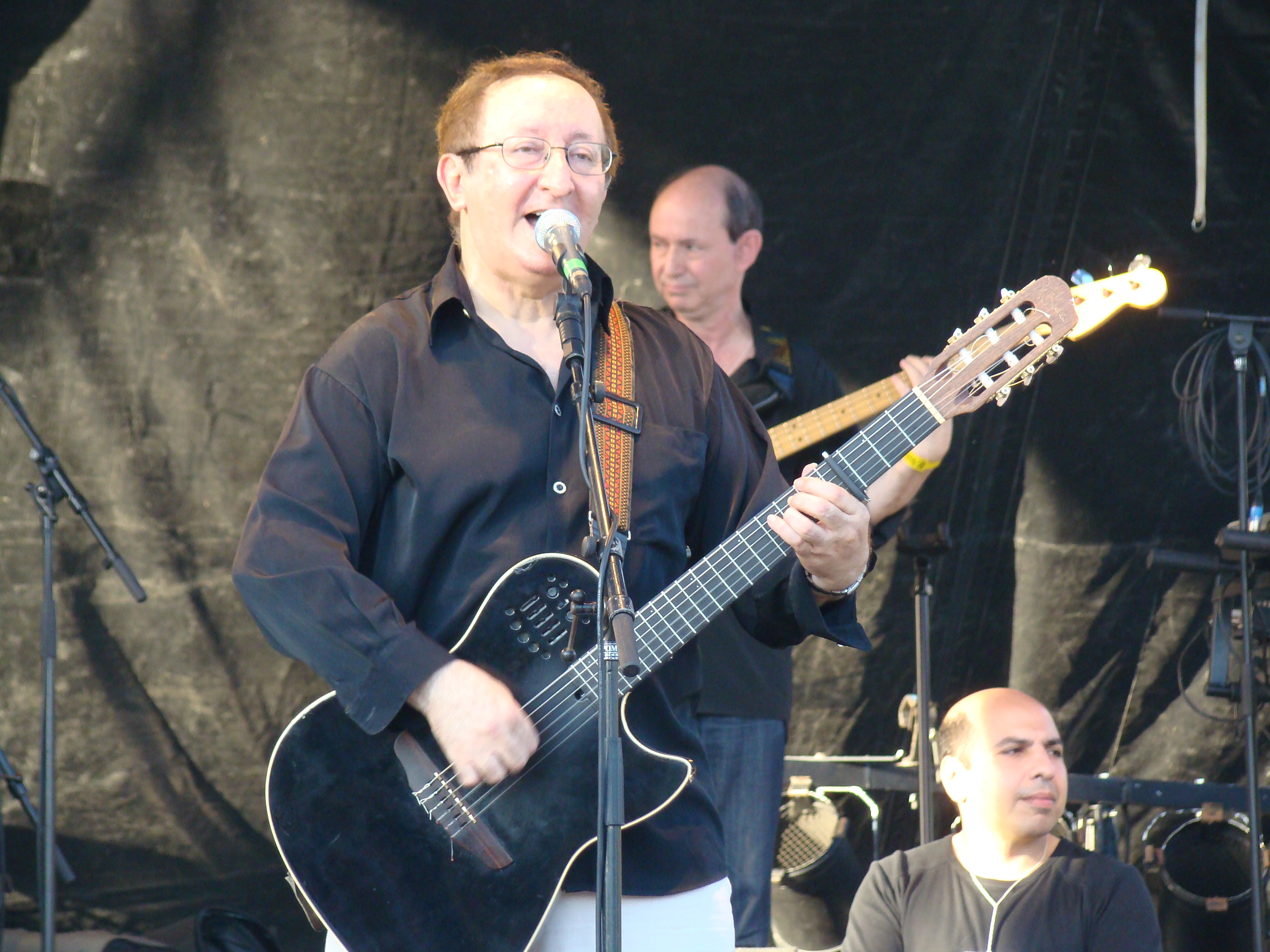
Idir lors d'un concert gratuit à Bondy le 21 juin 2008 pour la fête de la musique et la du festival Ya d'la banlieue dans l'air.

Ce style de musique se veut profond, déclenchant l'émotion et la nostalgie. Bon nombre des chansons d'Idir ont fait l'objet de reprises multiples, et elles ont toujours - année après année - une place de choix dans la programmation musicale des mariages kabyles (et autres).
Idir participe aussi à un duo très symbolique (Azwaw 2) avec le chanteur algérien de musique raï Cheb Mami, sur l'album de ce dernier intitulé Meli Meli.
Jean-Jacques Goldman a écrit les paroles sur une musique d'Idir de la chanson Pourquoi cette pluie ?, issue de son album Deux rives, un rêve sorti en 2002.
Il a collaboré avec de nombreux artistes R&B et Rap du moment tels que Zaho (Tout ce temps, La France des couleurs), Sinik, Amine, Leslie, Sniper, Willy Denzey, Nadiya, Kenza Farah, Corneille, Yannick Noah, Tiken Jah Fakoly (La France des couleurs). Grand Corps Malade lui a écrit la chanson Lettre à ma fille sur une musique composée par la chanteuse Tanina, la fille d'Idir.

## Discographie

### Participations
2017 : Au café du canal - Reprise de La petite Kurde sur l'album hommage à Pierre Perret

## Engagements
Porte-drapeau de la rébellion berbère dans les années 1970, il défend la culture et la langue kabyle contre l'hégémonie de l'arabisation menée par le gouvernement algérien qu'il compare au fascisme et à la colonisation. Il choisit de s'installer en France, qui devient son deuxième pays et d'où il continue de chanter sa Kabylie natale.

## Hommages
- En octobre 2022, une petite place est baptisée au nom d'Idir au centre de Toulouse[30].
- Dans le 20e arrondissement de Paris, le square Idir est nommé en son honneur le 15 décembre 2023[31].

### Sources
Classées par date de parution.
- H. Laroche, « Khaled et ldir – Fraternité », Les Inrockuptibles,‎ 21 juin 1995 (lire en ligne).
- Eric Landal, « L'Algérie, la vie à Pantin : le concert-meeting de « l'Algérie, la vie » a fait un tabac édifiant jeudi. Après-coup. », Libération,‎ 24 juin 1995 (lire en ligne).
- Fara C., « Idir, scribe de l'espoir », L'Humanité,‎ 4 août 1998 (lire en ligne).
- Fara C., « Vingt ans après A Vava Inouva, Les identités d'Idir », L'Humanité,‎ 19 novembre 1999 (lire en ligne).
- Martine Lachaud, « Idir, l'espoir debout », L'Express,‎ 2 décembre 1999 (lire en ligne).
- Mohammed-Saâd Zemmouri et Muḥammad al-Yamlāḥī Wazzānī, Présence berbère et nostalgie païenne : dans la littérature maghrébine de langue française, Le Club du livre, 2000, 185 p., p. 27.
- Rachid Aous, Musiques d'Algérie, Presses universitaires du Mirail, 2002, 201 p. (lire en ligne).
- (en) Jane E. Goodman, Berber Culture On The World Stage : From Village To Video, Indiana University Press, 2005, 241 p. (ISBN 0-253-34629-0, lire en ligne).
- Gilles Médioni, « La France des couleurs, Idir », L'Express,‎ 30 mai 2007 (lire en ligne).
- Remy Pellissier, « Interview d'Idir, le pouvoir des mots », Evene.fr,‎ octobre 2008 (lire en ligne).
- Karim Djaad, « Idir, « L'Algérie n'est pas un Etat de droit, mais elle progresse » », Jeune Afrique,‎ 28 janvier 2013 (lire en ligne).
- DDK, « Ce soir sur BRTV, Idir présente son nouvel album », La Dépêche de Kabylie,‎ 1er février 2013, p. 26 (lire en ligne).
- François-Xavier Gomez, « Idir en toute intimité », Libération,‎ 2 février 2013, p. 26 (lire en ligne).

### Vidéos
- France 3, « Le chanteur Idir - reportage au JT Midi Paris Ile-de-France », 11 décembre 1999.
- France 3, « Idir - reportage au 19/20 édition nationale », 20 septembre 2002.
- « Biographie en Idir (biographie amazighe et vidéos de différents concerts) », 1979-2009.
- « Concert d'Idir – Festival Twiza Tanger 2010 ».
- [vidéo] Chaîne « ajNoeN », « Idir – A Vava Inouva », sur YouTube